# Mohamed Ali Camara
Pour les articles homonymes, voir Camara.
Cet article possède un paronyme, voir Mohamed Camara.
Mohamed Ali Camara, né le 28 août 1997 à Kérouané, est un footballeur international guinéen évoluant au poste de défenseur central au Maccabi Tel Aviv.

## Biographie

### En club
Mohamed Ali Camara signe en faveur de l'Horoya AC en février 2016, il se voit ensuite prêté au club d'Hafia FC pour la fin de la saison 2016-2017.
Le 14 juillet 2017, Mohamed Ali Camara s'engage avec le club israélien d'Hapoël Raanana. Il dispute son premier match professionnel le 19 août 2017 face à l'Hapoël Ironi Kiryat Shmona, lequel se conclut par un nul.

#### BSC Young Boys (2018-2025)
En juillet 2018, il signe pour quatre ans avec le BSC Young Boys, fraîchement vainqueur de la saison 2017-2018 du championnat de Suisse,.
En mai 2021, il renouvelle son contrat de trois ans, soit jusqu'en 2024. 
Il se blesse au pied il manquera le début de la saison 2024-2025.
Début août 2023, il prolonge de trois années supplémentaires son contrat, jusqu'à l'été 2026, avec le club de la capitale.
Mi-juillet 2025, YB annonce son départ du club, après sept années et dit qu'il va retourner dans le championnat israélien mais cette fois-ci au Maccabi Tel Aviv.

#### Maccabi Tel Aviv (depuis 2025)
Le Maccabi Tel Aviv annonce, en juillet 2025, son arrivée dans le club, il a signé un contrat de trois ans avec une année supplémentaire en option.

### En équipe nationale
Mohamed Ali Camara fait partie de la sélection guinéenne des moins de 20 ans présente à la Coupe d'Afrique des nations des moins de 20 ans 2017. Lors de cette compétition, il inscrit un but lors du premier tour contre le Mali, et officie comme capitaine à deux reprises. L'équipe de Guinée se qualifie pour la Coupe du monde des moins de 20 ans en atteignant la troisième place du tournoi. Il participe ensuite à la Coupe du monde des moins de 20 ans 2017 organisée en Corée du Sud, où la sélection guinéenne se classe dernière de sa poule avec deux défaites et un nul.
Camara fait ses débuts avec la sélection nationale le 24 mars 2018 face à la Mauritanie, lors d'un match amical perdu 2 à 0.
En janvier 2022, il est retenu par le sélectionneur Kaba Diawara afin de participer à la Coupe d'Afrique des nations 2021 organisée au Cameroun. Le 23 décembre 2023, il est de nouveau retenu dans la liste des vingt-cinq joueurs sélectionnés pour la Coupe d'Afrique des nations 2023.

## Palmarès
- BSC Young Boys (7)
  - Champion de Super League Suisse (5) : 2018-19, 2019-20, 2020-21, 2022-23 et 2023-2024
  - Vainqueur de la Coupe de Suisse (2) : 2019-20 et 2022-23